# Deracantha onos
Deracantha onos är en insektsart som först beskrevs av Peter Simon Pallas 1772.  Deracantha onos ingår i släktet Deracantha och familjen vårtbitare. Inga underarter finns listade i Catalogue of Life.